# Lycaste angelae
Lycaste angelae är en orkidéart som beskrevs av Henry Francis Oakeley. Lycaste angelae ingår i släktet Lycaste och familjen orkidéer. Inga underarter finns listade i Catalogue of Life.